# Centralheizungswerke

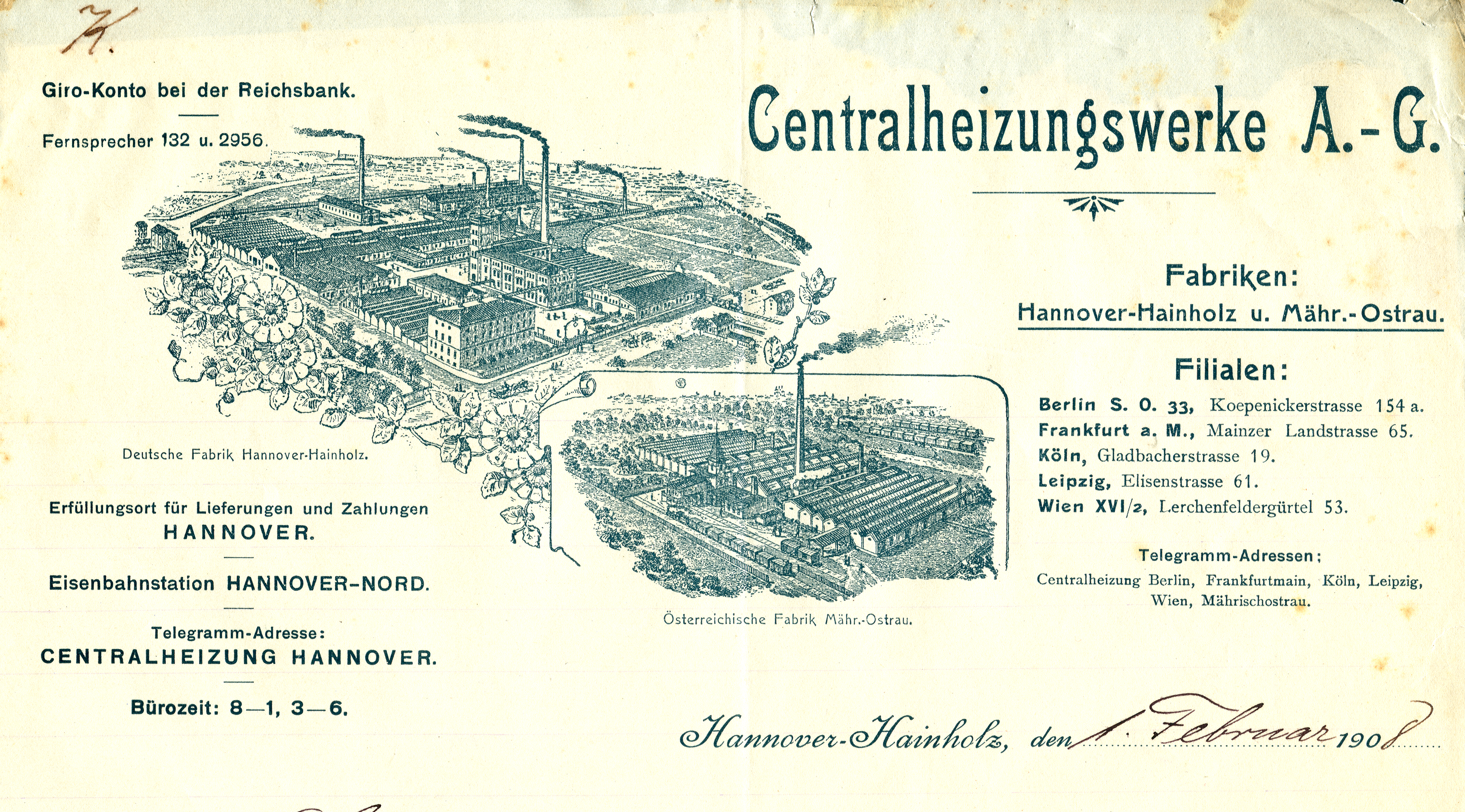
Briefkopf (Ausschnitt) mit Darstellung der Fabriken in Hannover-Hainholz und Mährisch Ostrau

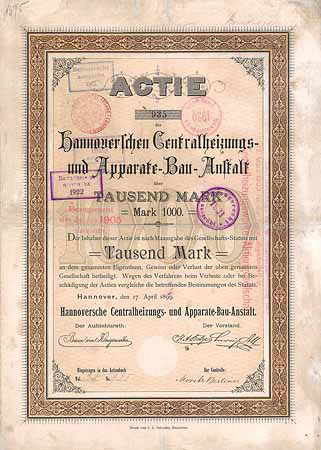
Aktie von 1899 mit Unterschrift Baron von Königswarter

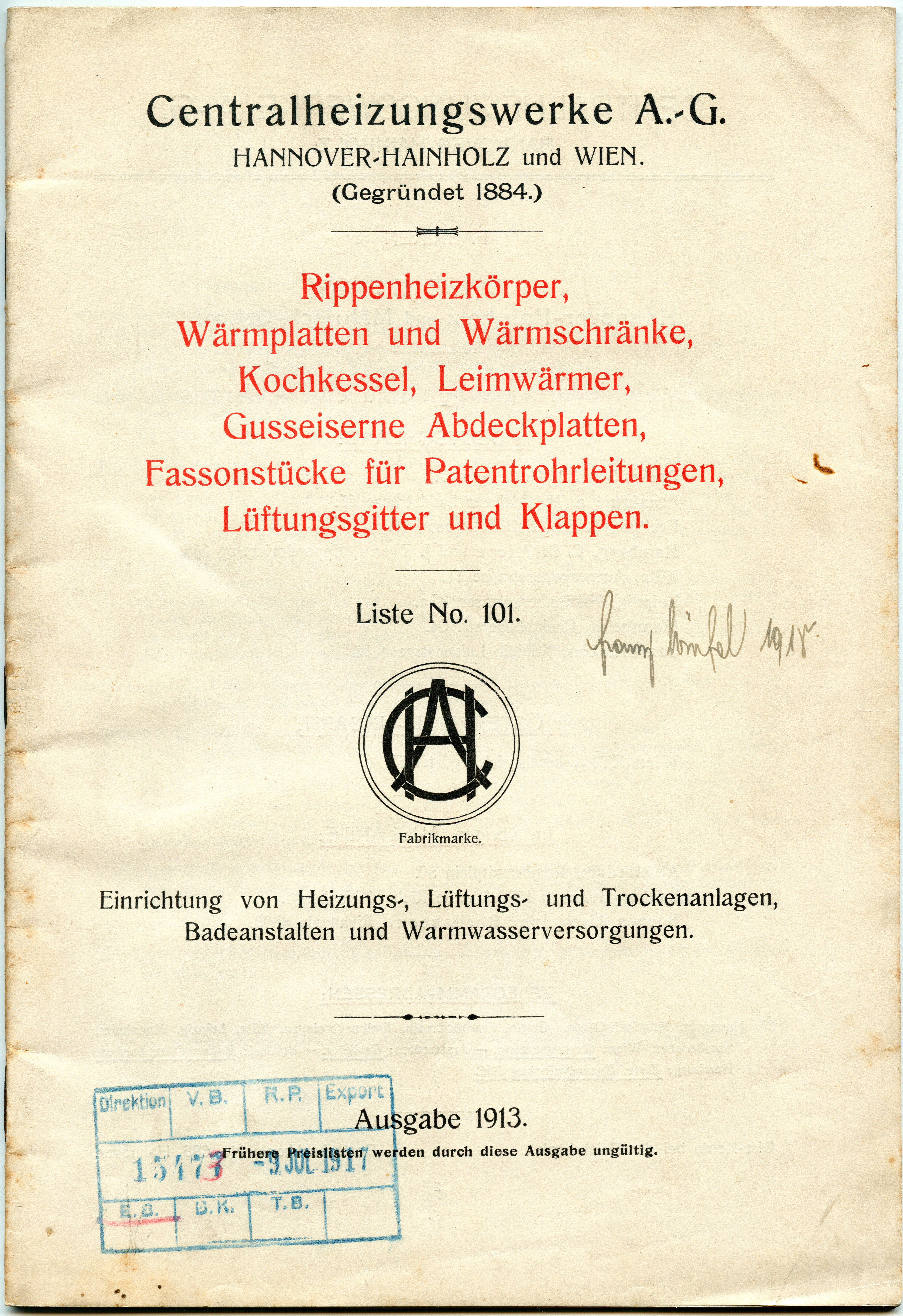
Titelblatt des illustrierten Katalogs „Liste 101“ der Centralheizungswerke AG von 1913 mit Fabrikmarke

Die Hannoversche Centralheizungs- und Apparate-Bau-Anstalt AG, seit 1903 Centralheizungswerke AG, in Hannover war ein deutsches Unternehmen zum Bau von Zentralheizungsanlagen und anderer Klimatechnik einschließlich Maschinen sowie deren Montage. Der Hauptstandort des Unternehmens befand sich auf dem Grundstück Hüttenstraße 23 in Hannover-Hainholz, außerdem gab es ein Zweigwerk in Mährisch-Ostrau (das 1921 verkauft wurde) sowie Niederlassungen bzw. Vertretungen in Berlin, Breslau, Köln, Frankfurt am Main, Leipzig, Wien, Amsterdam, Freiburg im Breisgau, Mannheim, Görlitz und Saarbrücken.
Mit einer Jahresproduktion von bis zu 9000 Tonnen wurden – zum größten Teil aus Gusseisen – Heizungs-, Ventilations-, Trocken-, Verdampf-, Bade- und ähnliche Anlagen hergestellt, außerdem Rippenrohre, Dampfkessel und Radiatoren.

## Geschichte
Das Unternehmen wurde im Sommer 1884 unter der Firma Hannoversche Centralheizungs- und Apparate-Bau-Anstalt in der Rechtsform einer Aktiengesellschaft gegründet. Das Aktienkapital betrug zunächst 300.000 Mark und wurde in mehreren Schritten erhöht. Die bei der dritten Kapitalerhöhung im Jahr 1899 neu ausgegebenen Aktien zeigen die Unterschrift des Hannoverschen Unternehmers Julius von Königswarter („Baron von Königswarter“) als Vertreter des Aufsichtsrats, dessen Familie vermutlich einen erheblichen Anteil der Aktien hielt – noch 1925 saß sein Sohn Wilhelm Königswarter im Aufsichtsrat. Zum 19. März 1903 wurde das Unternehmen umbenannt in Centralheizungswerke AG. Seit der fünften Kapitalerhöhung im Jahr 1911 betrug das Aktienkapital 1.575.000 Mark. Die Aktien der Gesellschaft wurden an der Berliner und der Hannoverschen Börse gehandelt.
Im Ersten Weltkrieg produzierte die Centralheizungswerke AG wie fast alle Unternehmen kriegswichtige Güter.
Nach dem Krieg wurde das Aktienkapital in der Deutschen Inflation in mehreren Schritten bis auf 15 Millionen Mark erhöht, obwohl in diesen Jahren ein „ruinöser Wettbewerb in der [gesammten] Branche“ stattfand. Nach dem Ende der Inflation wurde im Dezember 1924 die Kapitalumstellung auf 1 Million Reichsmark beschlossen. Im Folgejahr 1925 stellte das Unternehmen die Produktion ein und beschränkte sich auf die Montage der bereits hergestellten Anlagen. Ein weiteres Jahr später wurde 1926 das Vergleichsverfahren beantragt, nach dessen Abschluss das Unternehmen liquidiert wurde.
In einer anschließenden Versteigerung erhielt 1927 die AG für Heizung und Lüftung, Hannover (vorm. Fritz Kaeferle) den Zuschlag für die Gewerbe-Immobilie an der Hüttenstraße.